# Kauno autobusai

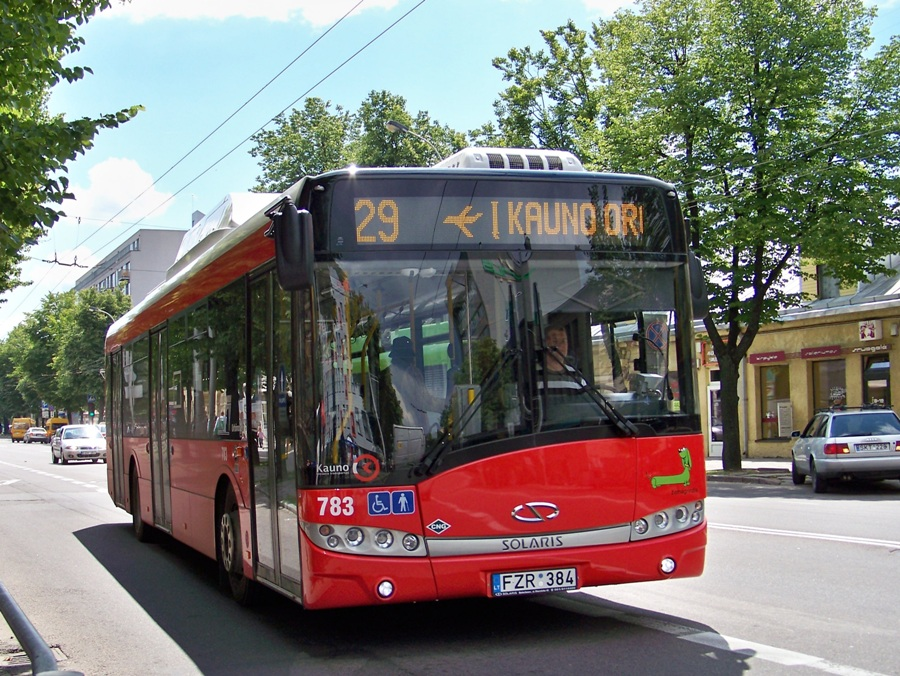
Solaris Urbino 12 CNG in Kaunas

UAB Kauno autobusai ist ein Busunternehmen in der zweitgrößten litauischen Stadt Kaunas, eines der ältesten Verkehrsunternehmen in Litauen.

## Geschichte
Am 8. Februar 1934 wurde das erste Busunternehmen in Kaunas gegründet. Bis zu dieser Zeit beförderte man mit Diligence, danach mit Pferde-Straßenbahn, Schmalspurbahn. Es gab einzelne Autobusse. 1937 hatte das Unternehmen 44 Passagier-Transportmittel. 1939 gab es  70 Autobusse, überwiegend Mercedes-Benz-Wagen.
1950 wurde das Unternehmen zu „Kauno autobusų-taksimotorų parkas“. 1956 hatte man 177 Busse.